# Kolyma
Kolyma er en region i det nordøstligste Sibirien i Den Russiske Føderation. Regionen ligger mellem Ishavet i nord og Okhotske Hav i syd. Regionens navn kommer fra floden af det samme navn samt bjergkæden af samme navn som skærer gennem den. Bjergkæden er så fjernt beliggende, at dele af den først udforskedes så sent som i 1926. Klimaet i Kolyma anses, bortset fra Antarktis, for at være det strengeste på jorden. Under Josef Stalins tid ved magten blev regionen den mest berygtede af Gulags provinser. Ifølge efterforskninger udført af Robert Conquest antages det, at mere end tre millioner mennesker er omkommet enten under transport til eller i nogle af Kolymas talrige guldmine-, skovfældnings-, vejarbejde- eller øvrige arbejdslejre i perioden fra 1932 til 1954. Kolymas skrækindjagende rygte fik forfatteren Alexander Solsjenitsyn at omdøbe området til Gulags "kulde- og grumhedspol". 
69°N 162°Ø / 69°N 162°Ø